# Sint-Martinusbasiliek (Luik)
De Sint-Maartensbasiliek (Basilique Saint-Martin) is een laat-gotisch kerkgebouw in het centrum van de Belgische stad Luik. Het gebouw op de heuvel Publémont of Mont Saint-Martin neemt een prominente plek in het stadsbeeld in.

## Geschiedenis
De oudste kerk op deze plek werd door bisschop Heraclius in 963 gesticht. In 1246 werd hier voor het eerst het feest van Sacramentsdag gevierd, dat zich vanuit Luik over de hele wereld zou verspreiden. Bij een grote volksopstand in 1312 (Sint-Maartensramp of Le Mal Saint-Martin) werd de romaanse kerk in brand gestoken, waarbij enkele honderden mensen om het leven kwamen. Het huidige kerkgebouw dateert grotendeels uit de 16e eeuw (1506-1542) en is opgetrokken in laat-gotische stijl naar plannen van de bouwmeester Paul van Ryckel. Aan de kerk was tot eind 18e eeuw een kapittel verbonden.
Na opheffing van de Luikse kapittels door de Fransen in 1795 werd de Sint-Maartenskerk parochiekerk. In 1871 werd de kerk gerestaureerd door de Luikse architect Jean-Charles Delsaux. In 1886 werd de kerk door de paus tot basilica minor verheven. Op 22 augustus 1996 vond in deze kerk de uitvaart plaats van Julie Lejeune en Mélissa Russo, slachtoffers van de kindermoordenaar Marc Dutroux.

## Beschrijving

### Exterieur
De Sint-Maartensbasiliek is een laatgotische, driebeukige kruisbasiliek met een vierkante toren. De kerktoren bevat nog delen van oudere bouwfasen. De kerk is opgetrokken uit baksteen, bekleed met lokale hardsteen. De kerk bezit een crypte waarboven zich de sacristie bevindt met twee vertrekken.

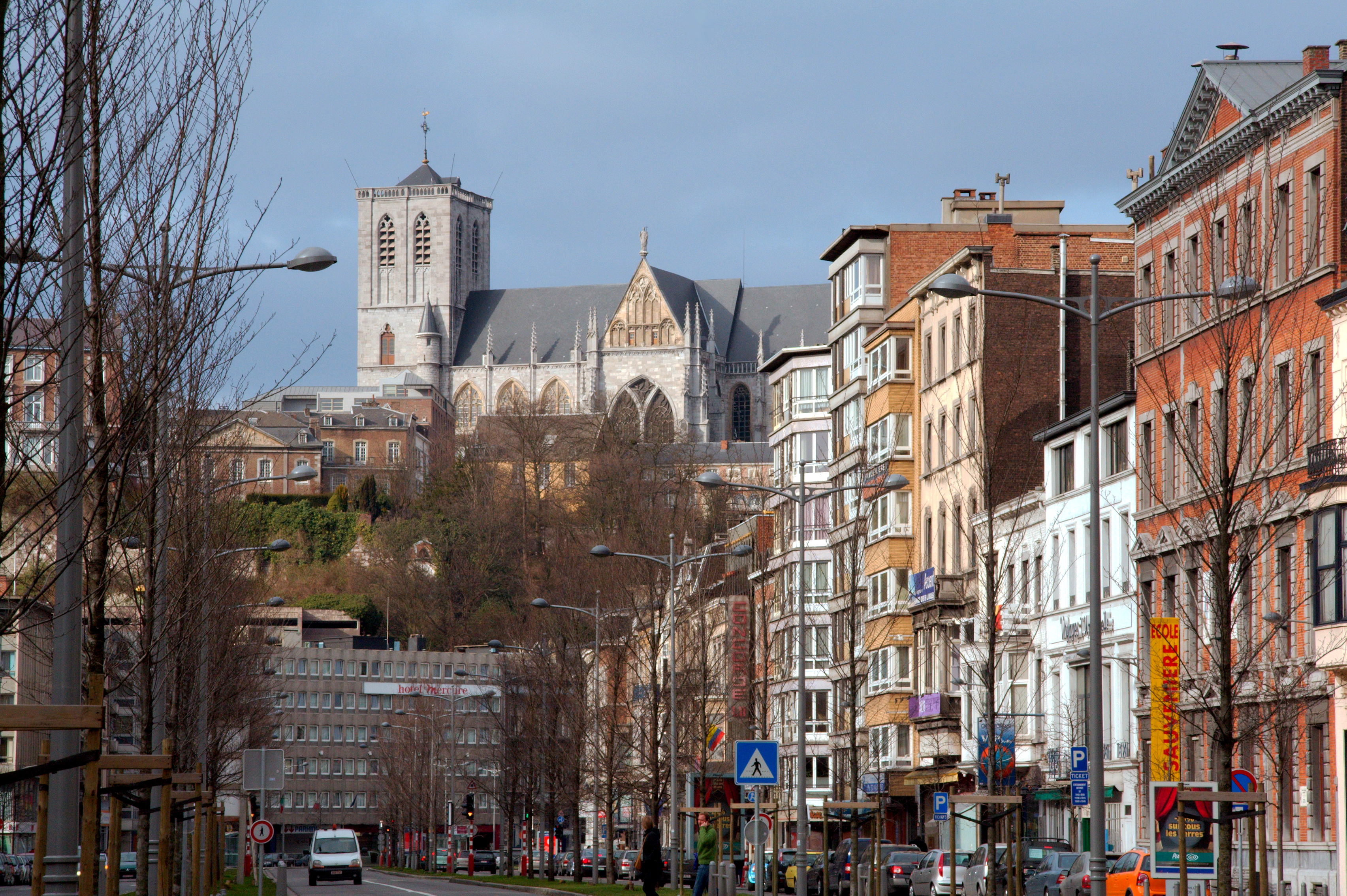
Zicht op de Mont St-Martin
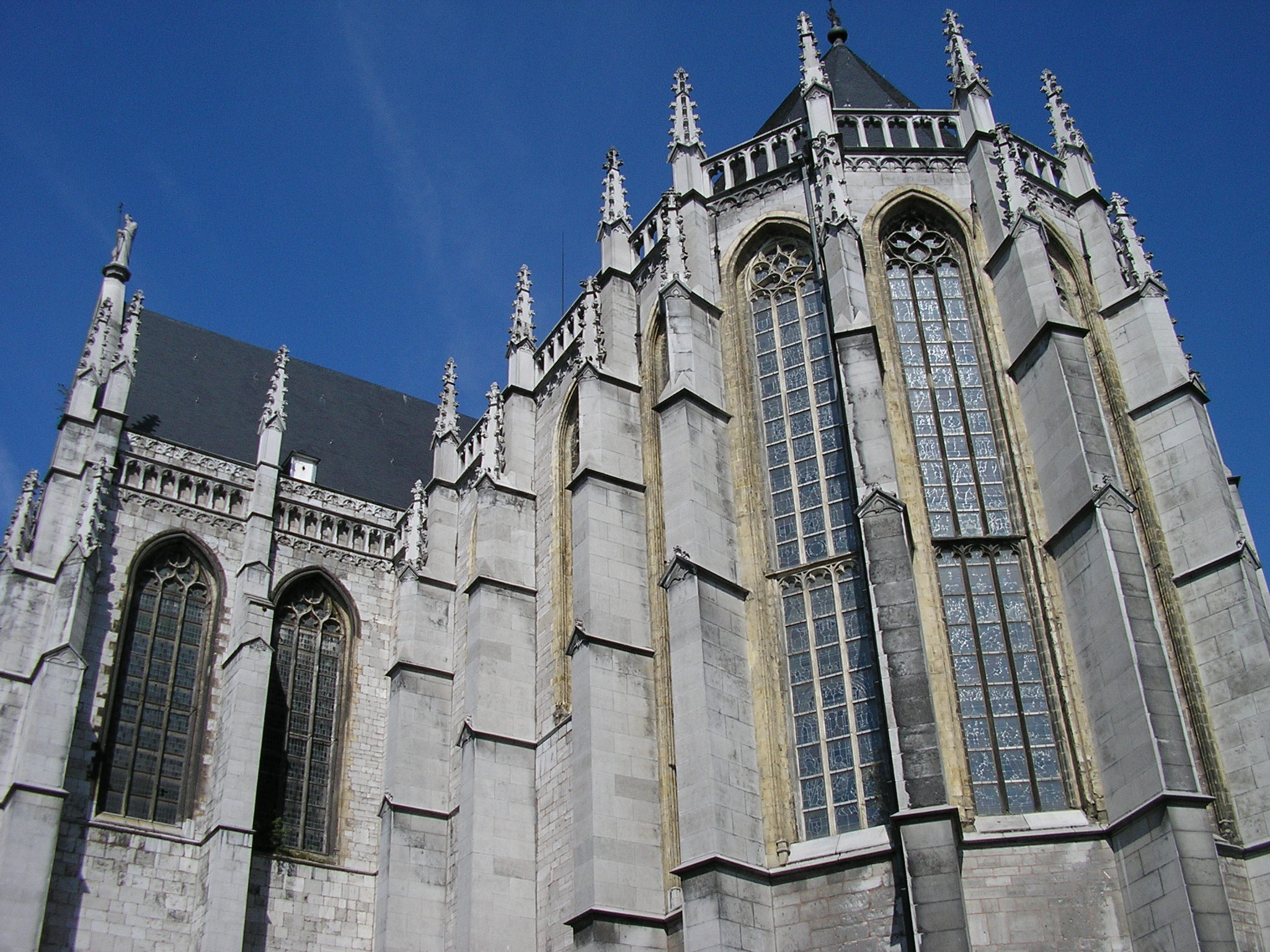
Koor en zuidertransept
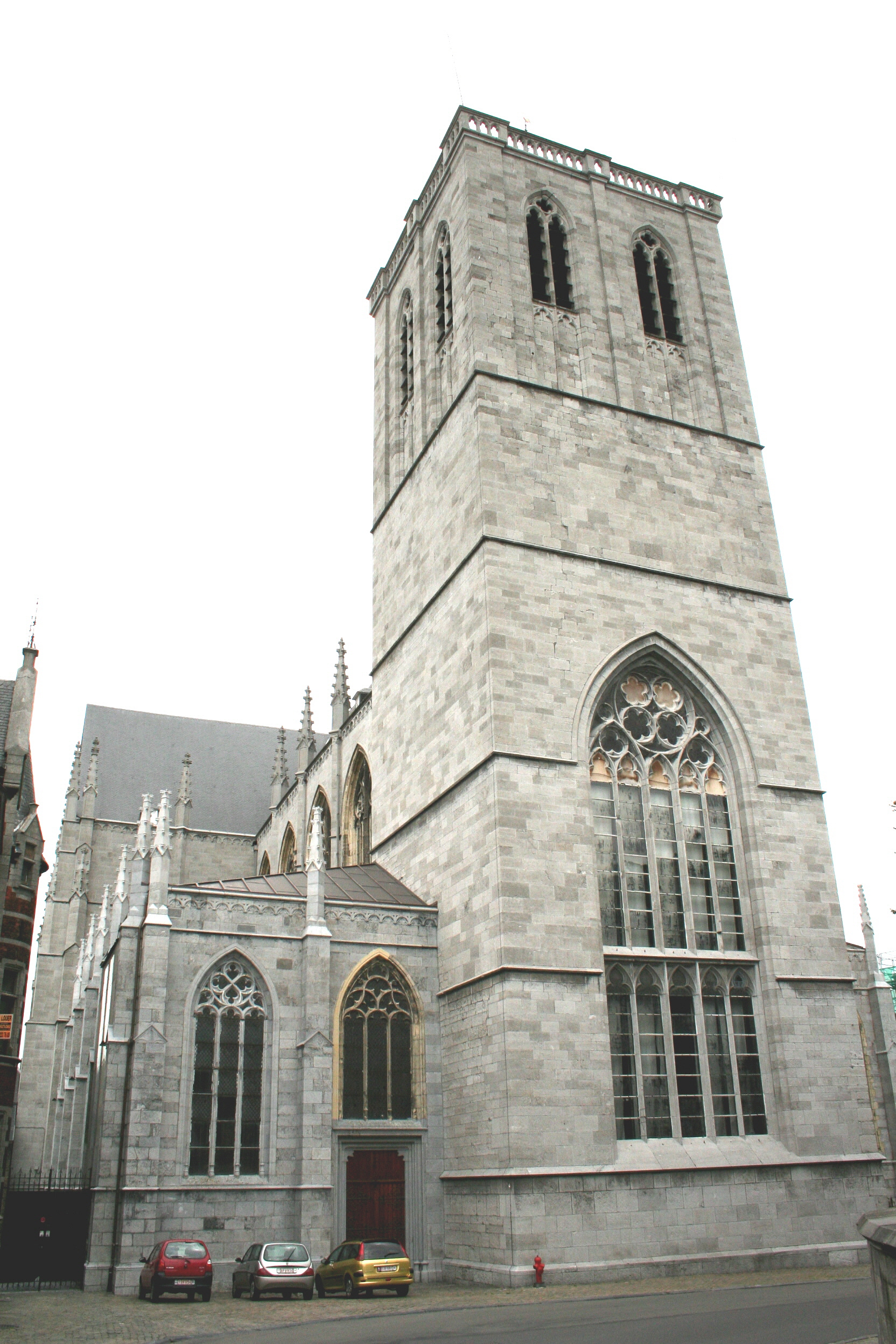
Kerktoren
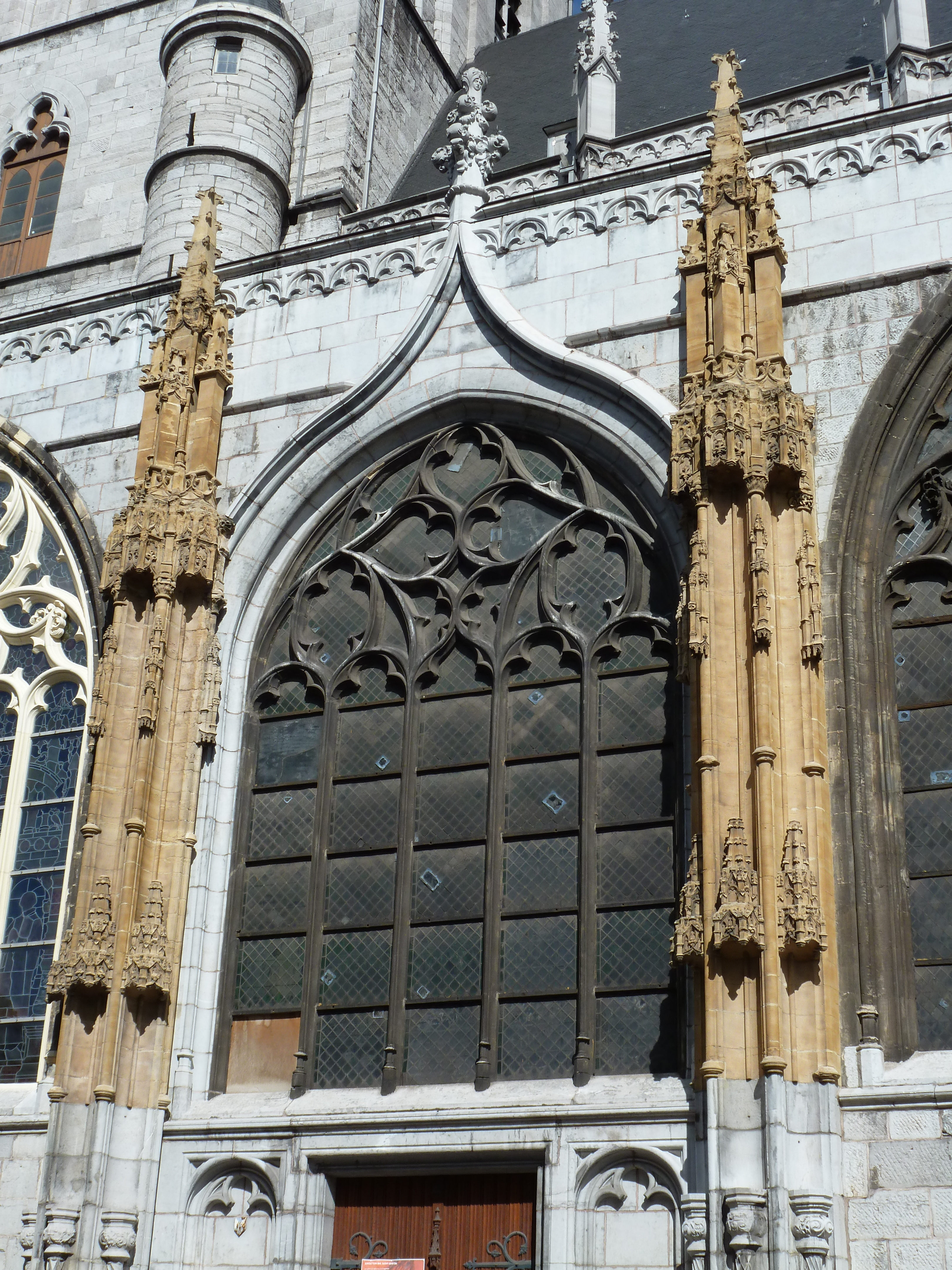
Venstertracering

### Interieur
Ongeveer een derde van de kerk wordt ingenomen door het grote priesterkoor, bedoeld voor de kanunniken of koorheren, die hier in koorbanken de mis bijwoonden. Het koor heeft een stergewelf van de hand van Arnold van Mulken, de bouwer van het prinsbisschoppelijk paleis in Luik. In de 19e eeuw werd dit gewelf opnieuw beschilderd. De muurschilderingen zijn van Adolphe Tassin uit 1902-'07. De vijf gebrandschilderde vensters in het koor dateren uit de zestiende eeuw. De overige glasramen zijn merendeels neogotisch van de hand van de van oorsprong Duitse glaskunstenaar Joseph Osterrath. Achter in de kerk bevindt zich een gotisch oksaal. Er zijn grafstenen uit de 15e en 16e eeuw.
De inrichting van de kerk weerspiegelt de lange geschiedenis. In de crypte bevindt zich een grafmonument van zwart marmer uit Theux van de in 1602 overleden proost Conrad de Gavre. De kapel van het Heilig Sacrament is versierd met medaillons van Jean Del Cour, wiens graf zich in de kerk bevindt. Het barokke hoofdaltaar is eveneens 18e-eeuws. Het overige beeldhouwwerk in de kerk dateert uit de 15e tot de 19e eeuw. Noemenswaardig zijn een Madonna met Kind en een beeld van de Heilige Martinus van Tours van de Luikse beeldhouwer Jacques Vivroux. Tot de inrichting behoren verder acht schilderijen van de Luikse schilder Englebert Fisen.

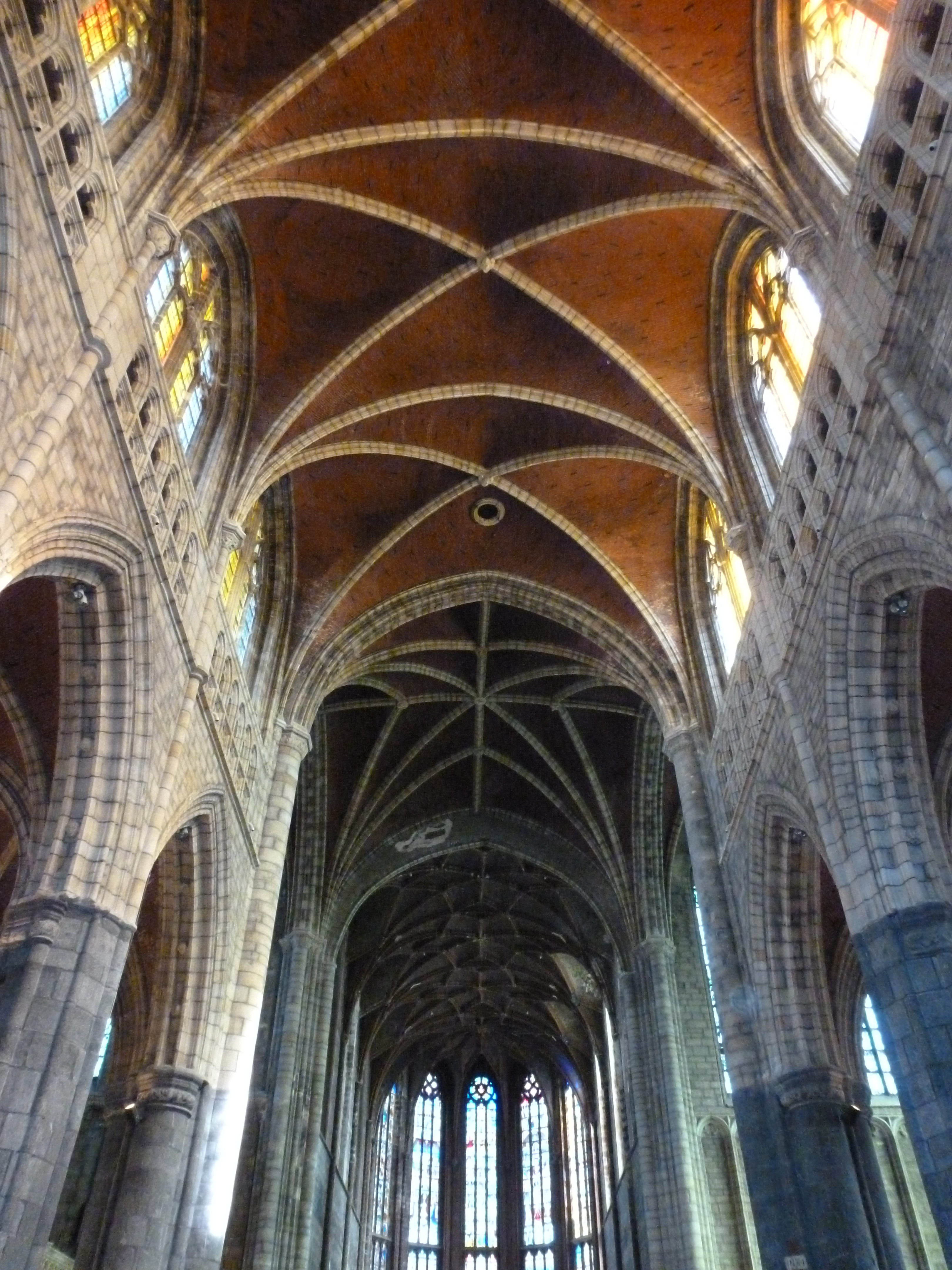
Gewelf koor en schip
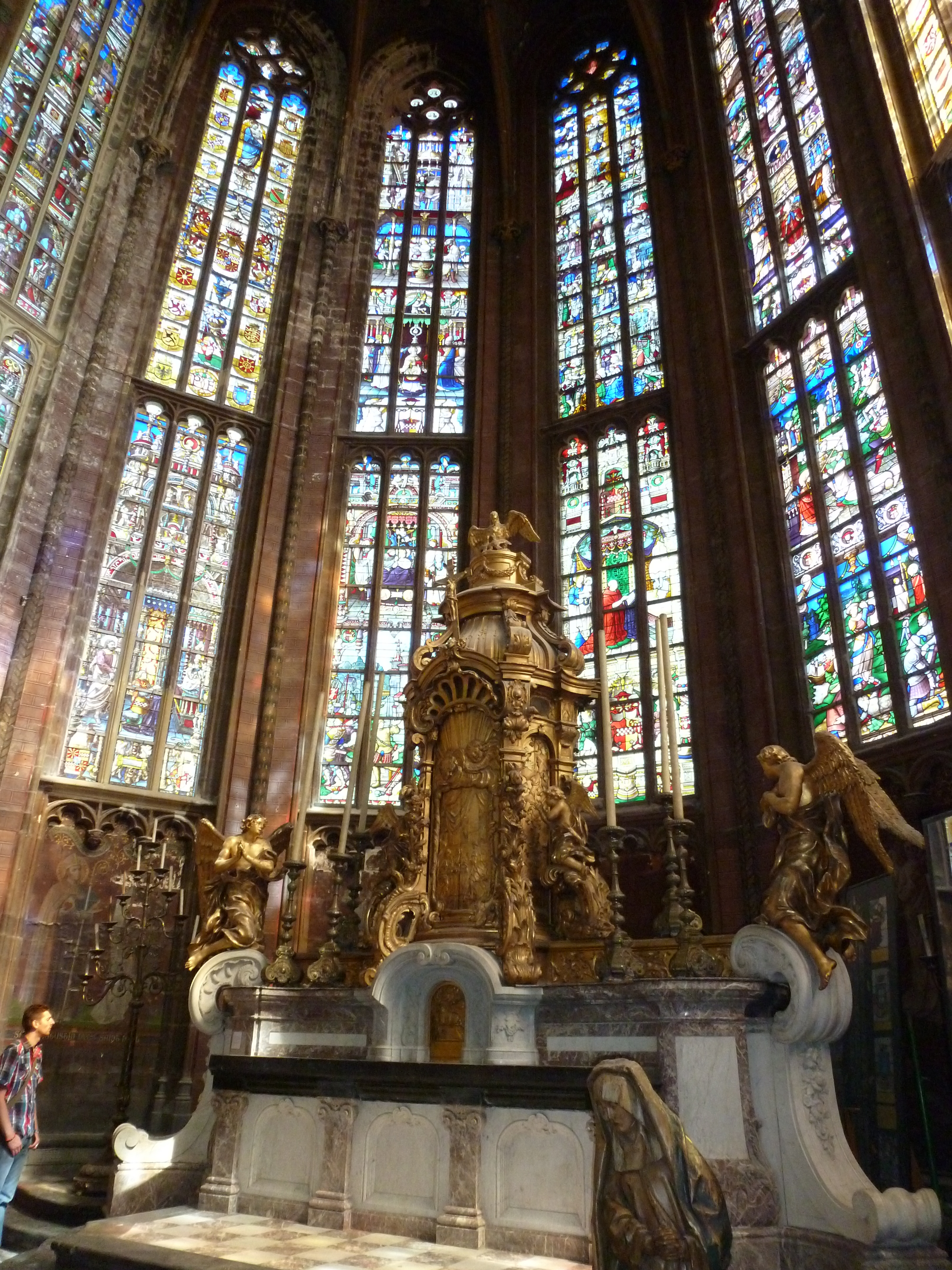
Koorvensters en hoofdaltaar
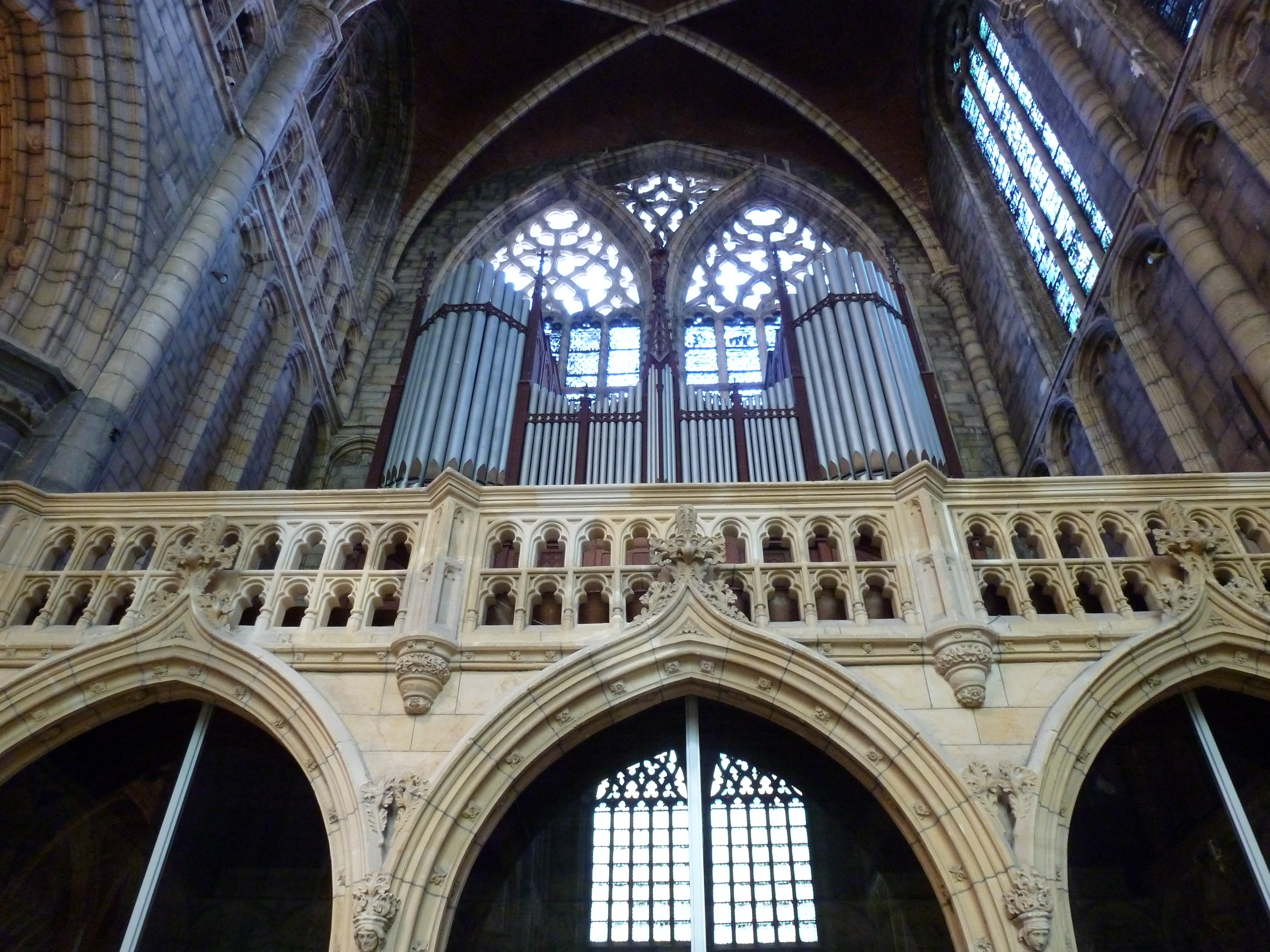
Oksaal en orgel
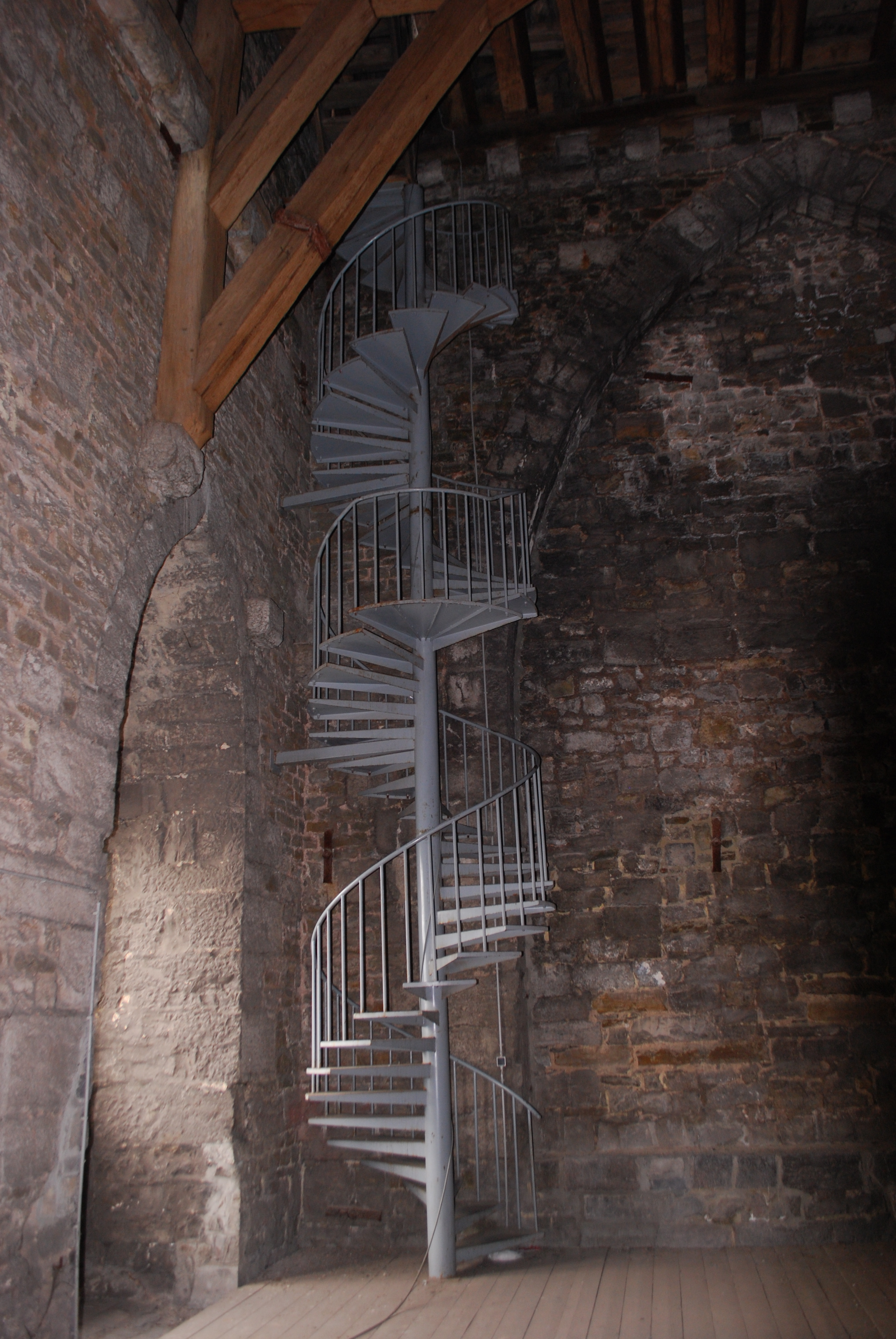
Toreninterieur